# Macaco Bong
Macaco Bong é uma banda de rock instrumental brasileira, fundada pelo guitarrista,compositor e produtor Bruno Kayapy em 2004, oriunda de Cuiabá, Mato Grosso. Começou como um quarteto em 2004 e em 2005 se transformou em um power trio (guitarra, baixo e bateria). Lançou um "álbum virtual" - não gravado em mídia física, distribuído gratuitamente, incluindo encartes e making of - pela Trama; este álbum despertou a atenção de críticos profissionais da área. A banda também recebeu críticas positivas da revista Rolling Stone e no Caderno 2 do Estadão. Inclusive, seu líder foi eleito pela revista como um dos "70 Mestres Brasileiros da Guitarra e do Violão".
A banda teve a música "Fuck You Lady" incluída em uma coletânea de bandas independentes brasileiras lançada em 2008 pela revista francesa Brazuca.
Em 2011 a banda lançou o EP Verdão e Verdinho. "This Is Rolê", o terceiro disco da banda, foi lançado em Setembro de 2012. Gravado e produzido em Belo Horizonte, conta com a participação do compositor, pianista e arranjador ex-Mutantes Túlio Mourão. Em 2013 a banda se reformulou com a entrada de Igor Jaú (baixo) e Eder Uchôa (bateria), além de Bruno Kayapy, único membro original. A banda parte para lançar seu terceiro álbum de estúdio Macumba Afrocimética produzido por Bruno Kayapy.
Em 2016, a banda lança o álbum intitulado de Macaco Bong, que foi eleito pela revista Rolling Stone Brasil como o 16º melhor disco brasileiro de 2016.
Em 2017 a banda faz uma versão do disco Nevermind do Nirvana, alterando significativamente os arranjos, dando características novas e sem vocal. O nome do disco é Deixa Quieto, uma tradução para o nome do disco inspirador, e ele foi novamente considerado um dos melhores discos brasileiros de 2017 pela Rolling Stone Brasil, ficando na 24ª colocação.

## Discografia
- Artista Igual a Pedreiro (2008)
- Verdão e Verdinho (EP - 2011)
- This is Rolê (2012)
- Macumba Afrocimética (2015)
- Macaco Bong (2016)
- Deixa Quieto (2017)
- Reartista (2020)[10]